# Конференции НАТО по программной инженерии
Конференции НАТО по программной инженерии (англ. NATO Software Engineering Conferences) - две научно-практические конференции, которые проводились 7-11 октября 1968 г. (Software Engineering 1968) в Гармиш-Партенкирхене (Германия) и 27-31 октября 1969 г. (Software Engineering Techniques 1969) в Риме (Италия) под эгидой Научного комитета НАТО (NATO Science Committee). В конференциях приняли участие ведущие на тот момент международные эксперты в области программного обеспечения (например, Фридрих Бауэр, Эдсгер Дейкстра, Батлер Лэмпсон, Чарльз Хоар и другие, всего около 50 человек), которые пришли к согласию, что лучшие практики по созданию ПО берут свое начало в инженерном подходе. 
По результатам конференции были созданы два отчета: один - о конференции 1968 года, а второй - о конференции 1969 года, в которых было рассказано, как должно создаваться ПО. Конференции сыграли важную роль в появлении и распространении термина "программная инженерия".